# ÖSTU-Stettin

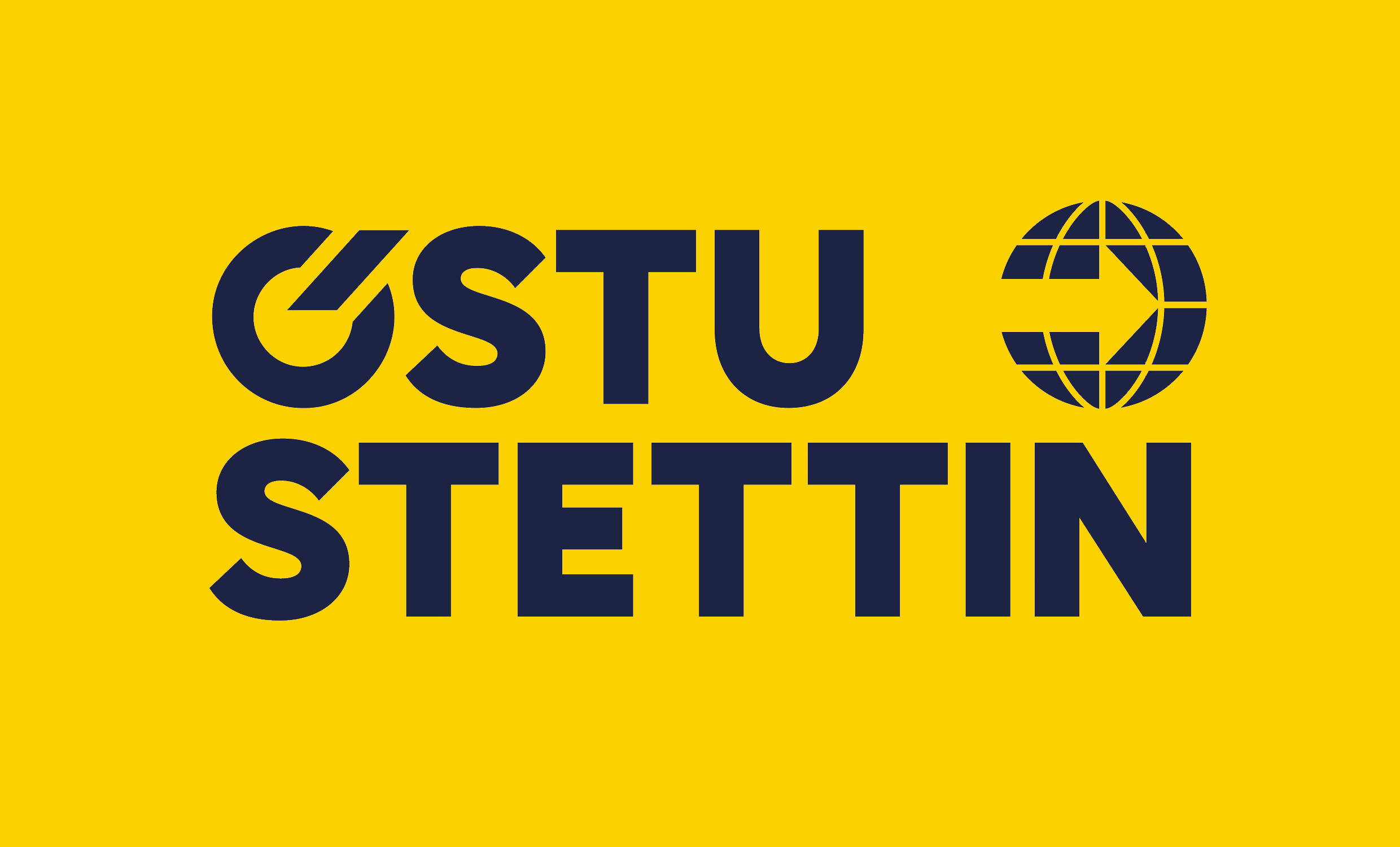
Logo des Unternehmens

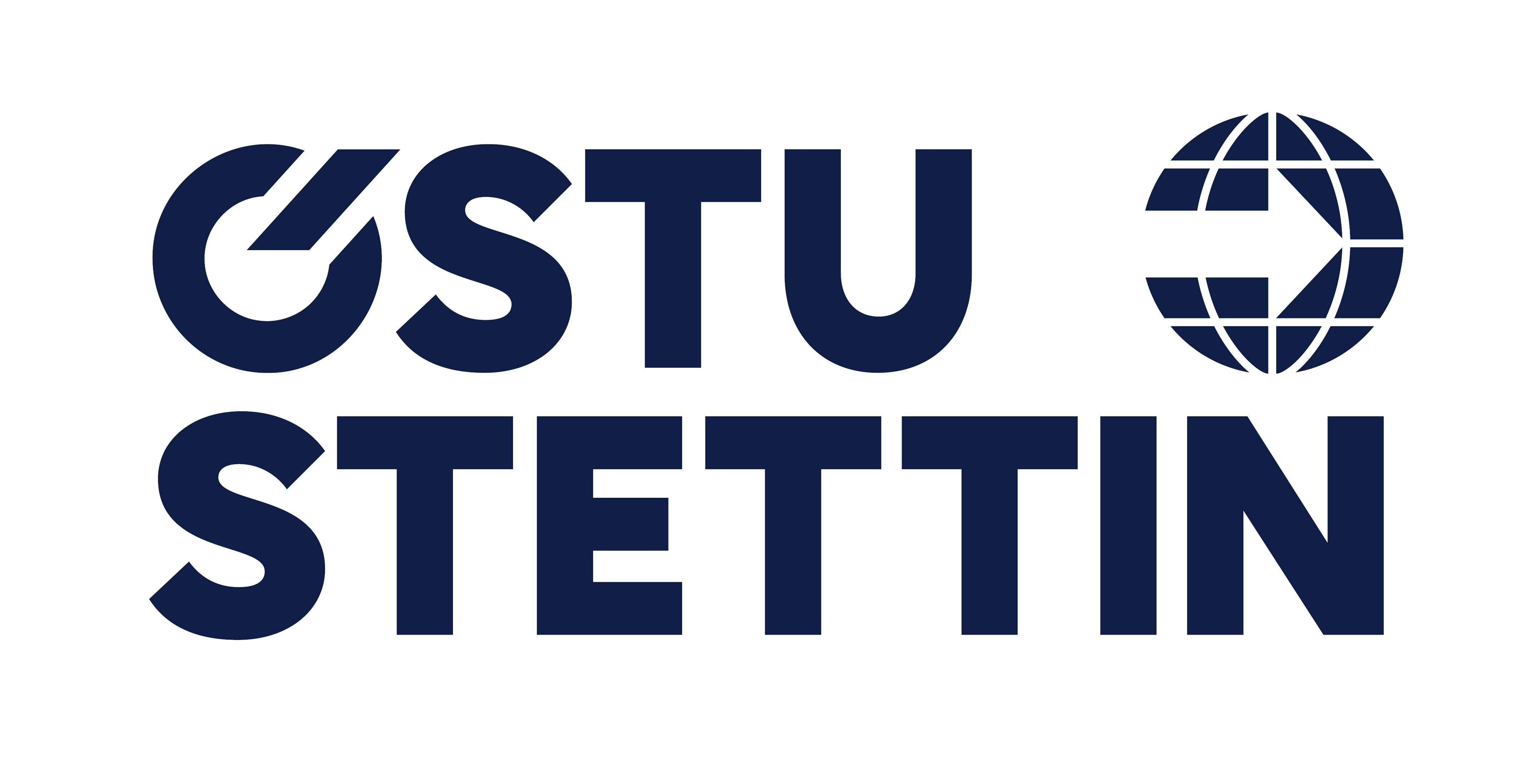

ÖSTU-Stettin (Eigenschreibweise: ÖSTU-STETTIN) ist ein österreichisches Bauunternehmen, das seit 2008 zur Habau-Gruppe gehört. Die Zentrale befindet sich in Leoben in der Steiermark. Weitere Standorte befinden sich in Wien und Graz sowie über Tochtergesellschaften und Zweigniederlassungen in Reichenfels (Raimund Baumgartner GmbH), Sopron, Budapest (Stettin Hungaria Kft) sowie in Serbien, Chile, Norwegen und Australien.
Dem Leitbild „Wir bauen alles“ entsprechend, führt das Unternehmen Projekte in den Bereichen Berg- und Schachtbau, Untertagebau, Hochbau, General- und Totalunternehmerbau, Holzbau sowie Stahl- und Schalungsbau aus. Der ältere Teil des Unternehmens wurde 1911 als ÖSTU, eine Abkürzung von Österreichisches Schacht- und Tiefbauunternehmen, gegründet und beschäftigte sich hauptsächlich mit Bergbau. Der jüngere Teil des Unternehmens mit dem Namen Stettin wurde 1953 zur Sparte Hoch- und Tiefbau gegründet. 1995 erfolgte die Fusion zu ÖSTU-Stettin. 2008 wurde ÖSTU-Stettin Teil der Habau Group und gehört damit zu einem der größten Baukonzerne Österreichs.
ÖSTU-Stettin beschäftigt ca. 500 Mitarbeiter und erwirtschaftet einen Jahresumsatz von rund 240 Millionen Euro (Stand: Februar 2021).
Einer breiteren Öffentlichkeit wurde das Unternehmen bekannt, als im Zuge der Rettungsaktionen beim Grubenunglück von San José im Oktober 2010 zum Heraufziehen der verschütteten Kumpel Mitarbeiter des auch in Chile tätigen Unternehmens mit ihrer Seilwinde zum Einsatz kamen. Nicht das Unternehmen selbst, aber die drei Mitarbeiter, der Burgenländer Peter Laschober sowie die beiden Kärntner Heinrich Tilz und Johannes Pemberger, wurden in der Folge mit dem Goldenen Verdienstzeichen der Republik Österreich ausgezeichnet.

## Projekte (Auswahl)
Projekte, die das Unternehmen allein oder im Rahmen einer ARGE ausführte, waren:
- Grasbergtunnel und Eselsteintunnel der Semmering Schnellstraße
- Fernthaltunnel (1.525 m) und Ammerichtunnel
- Gleinalmtunnel Süd
- Säusensteintunnel der ÖBB

## Belege
1. ↑  Kurier: Chile: Vier Österreicher als Medienstars (Memento vom 16. Oktober 2010 im Internet Archive)
2. ↑  Kumpel-Bergung: Verdienstzeichen für "richtige Helden" in der Presse vom 4. November 2010, abgerufen am 4. November 2010.